# サウス山の戦い
サウス山の戦い（サウスさんのたたかい、英: Battle of South Mountain、南部の初期文献ではブーンズバラギャップの戦い、英: Battle of Boonsboro Gap）は、南北戦争のメリーランド方面作戦の一部として1862年9月14日に行われた戦いである。サウス山の山径3箇所、すなわち、クランプトンギャップ、ターナーギャップおよびフォックスギャップの占有を巡って3つの会戦が行われた。北軍ジョージ・マクレラン少将がポトマック軍を指揮し、南軍ロバート・E・リー将軍の北バージニア軍を追跡するためにこれらの山径を通過する必要があった。リー軍は勢力的には負けていたが、マクレラン軍の進軍を1日遅らせた後に撤退した。

## 背景
サウス山はブルーリッジ山脈の並びがメリーランド州に入ったところに付けられた名前である。シェナンドー渓谷とカンバーランド渓谷をメリーランド州東部から分ける天然の障害である。
リーがメリーランド州に侵入した後で、その軍隊の動きの詳細を書いた命令191号と呼ばれるものの写しがマクレランの手に入った。この写しからマクレランは、リーがその軍隊を分けていることが分かり、それらが再結集して対抗してくる前にこれら孤立した部隊を攻撃し打ち破れると期待した。リー軍に追いつくためには、サウス山を横切る必要があった。リーはマクレランが重要情報を掴んでいることを察知し、直ぐにその前進を妨害するために山径の部隊に援軍を派遣した。
マクレランはこれら山径を攻撃するために一時的にその軍隊を3つの翼に編成した。アンブローズ・バーンサイド少将が右翼で第1軍団（ジョセフ・フッカー少将）と第9軍団（ジェシー・リー・リノ少将）を指揮した。右翼は北のターナーギャップとフォックスギャップに派遣された。左翼はウィリアム・B・フランクリン少将が指揮し、その第6軍団と第4軍団のダライアス・コウチ少将師団で構成され、南のクランプトンギャップに派遣された。中央（第2軍団と第12軍団）はエドウィン・V・サムナー少将が指揮し、予備隊とされた。

## 戦闘

### クランプトンギャップ
この戦闘では一番南、バーキッツビルの近くで、南軍の騎兵隊とラファイエット・マクローズ少将師団の中の小部隊がブラウンズビル山径とクランプトンギャップを守った。マクローズは12,000名の北軍が近付いていることに気付いておらず、ウィリアム・A・パーラム大佐のわずか500名をクランプトンギャップ東麓にある長さ4分の3マイル (1.2 km)の石壁の背後に薄く配置していた。フランクリンは自隊を配置させるのに3時間を使った。ある南軍兵は後に、「勇敢なちっちゃなネズミが飛び出すのに備えて過度に慎重になっているライオン」と記した。フランクリンはヘンリー・W・スローカム少将師団を右翼にウィリアム・F・"ボールディ"・スミス少将師団を左翼に配置した。北軍はこの山径を占領し400名を捕虜としたが、その捕虜の大部分はハウエル・コブ准将の旅団から遅れて援軍に到着した者達だった。

### ターナーギャップ
南軍のD・H・ヒル少将は5,000名の兵士をターナーギャップとフォックスギャップを守るために長さ2マイル (3 km)以上にわたって配置した。バーンサイドは右のターナーギャップにフッカーの第1軍団を送った。北軍の鉄の旅団がカンバーランド道路沿いにいた南軍アルフレッド・H・コルキット大佐の小さな旅団を攻撃し、山に上がるように後退させたが、南軍は山径を明け渡すことは拒否した。フッカーは峡谷の北1マイル (1.6 km)にある2つの峰に3個師団を配置した。南軍はデイビッド・R・ジョーンズ准将の師団とネイサン・G・エバンス准将の旅団から援軍が到着したものの、ロバート・R・ローズ准将のアラバマ旅団は孤立した陣地にいたので、後退を強いられた。暗くなったことと難しい地形のお陰で、リー軍の前線は完全な崩壊を免れた。夜になっても南軍は峡谷を依然守っていた。

### フォックスギャップ
直ぐ南ではD・H・ヒル少将師団の他の部隊がレノの第9軍団に対してフォックスギャップを守った。北軍ジェイコブ・ドルソン・コックス少将のカノーハ師団による午前9時の攻撃で、峡谷より南の地域の大半は確保した。この動きの中で第23オハイオ連隊のラザフォード・ヘイズ中佐（後の大統領）が側面攻撃を率い、重傷を負った。コックスは峡谷の頂部にある石壁背後に陣取るノースカロライナ部隊を押し込んだが、兵士達が疲れていたので掴んだ優勢に付け込むことができず、ダニエル・ワイズ農園周辺の峡谷に南軍の援軍が配置されるのを許してしまった。リノは軍団の残り部隊を前進させたが、折悪しく南軍ジョン・ベル・フッド准将の援軍が到着し、守備隊を押しのけることができなかった。北軍のジェシー・L・リノ少将と南軍のサミュエル・ガーランド・ジュニア准将がフォックスギャップで戦死した。北軍兵は南軍兵士の死体をワイズ農園の井戸に投げ込み、補償のためにワイズに60ドルを支払った。

## 戦闘の後
リーは、薄暮までにクランプトンギャップを失い、フォックスギャップとターナーギャップの陣地も覚束なくなったことから、その勢力で劣る軍隊にサウス山からの退却を命じた。マクレランはこのとき、リー軍が集積する前にこれを破壊できる位置にいた。この戦闘で北軍は28,000名が関わり2,325名（戦死443名、負傷1,807名、不明75名）の損失となった。南軍は18,000名が参戦し、2,685名（戦死325名、負傷1,560名、不明800名）が損失だった。サウス山の戦いは敗北続きでうちひしがれていたポトマック軍にとって重要な士気をあげる機会だった。「ニューヨーク・ワールド」紙は、この戦闘が反乱軍の成功の波を押し返した」のであり、「反乱軍の力は絶望的に砕かれた」と書いた。リーはそのメリーランド方面作戦を終わらせることを考慮した。しかし、マクレランのサウス山での勝利後、9月15日の限られた行動のために、ハーパーズ・フェリーの守備隊は降伏を強いられ、またリー軍にはシャープスバーグで散らばっていた部隊を集結させることになり、9月17日のアンティータムの戦いに繋がった。